# Seweryn Malinowski
Seweryn Edward Malinowski, ps. „Pobóg” (ur. 8 stycznia 1898 w Łasku, zm. 29 listopada 1952 w Łodzi) – ochotnik I Brygady Legionów, wachmistrz 9 pułku ułanów, wieloletni prezes Związku Legionistów w Łodzi, radny m. Łodzi, oficer batalionu „Kiliński” Armii Krajowej walczącego w powstaniu warszawskim w Śródmieściu i na Woli. Zginął w niewyjaśnionych okolicznościach w szóstym tygodniu pobytu w szpitalnym więzieniu UB w Łodzi w 1952 roku. Pochowany na Cmentarzu katolickim, przy ulicy Ogrodowej w Łodzi (kwatera 23B, linia 8, grób nr 15).

## Życiorys
W latach 1912–1914 brał czynny udział w ruchu niepodległościowym w tajnej wówczas Polskiej Organizacji Skautowej.

### I wojna światowa
Na początku 1915 roku, bez wiedzy rodziców, zgłasza się ochotniczo do Legionów Polskich tworzonych przez Józefa Piłsudskiego z przydziałem do 1 pułku piechoty I Brygady Legionów Polskich. W bitwie pod Jastkowem zostaje ciężko ranny w prawą nogę. W 1917 roku, podobnie jak większość legionistów, odmawia złożenia przysięgi na wierność cesarzowi niemieckiemu Wilhelmowi II. Wraz z innymi legionistami z byłego Królestwa Polskiego zostaje osadzony w obozie w Szczypiornie pod Kaliszem. W końcu 1917 roku po zwolnieniu młodych roczników ze Szczypiorna wstąpił do tajnej Polskiej Organizacji Wojskowej. 11 XI 1918 roku bierze czynny udział w rozbrajaniu Niemców w Łodzi, a następnie zostaje oddelegowany do Tuszyna jako komendant tego rejonu.

### Wojna polsko-rosyjska 1920 r.
W stopniu wachmistrza zostaje przydzielony do 9 pułku ułanów, w którym bierze udział w wojnie polsko-bolszewickiej w latach 1918–1920 (uczestnicząc m.in. w wyprawie kijowskiej w 1920 r.). W czasie walk ranny w nogę. Za męstwo odznaczony zostaje 3-krotnie Krzyżem Walecznych.

### Okres międzywojenny
W latach 1921–1939 czynny działacz – wieloletni prezes Związku Legionistów w Łodzi – radny m. Łodzi. Działacz i prezes (w latach 1927–1930) Robotniczego Towarzystwa Sportowego Widzew, późniejszy honorowy członek Łódzkiego Związku Piłki Nożnej i Honorowy Prezes Widzewa Łódź. Pracownik państwowy Izby Skarbowej w Łodzi. W 1932 ukończył kurs podchorążych rezerwy i otrzymał stopień podchorążego rezerwy.

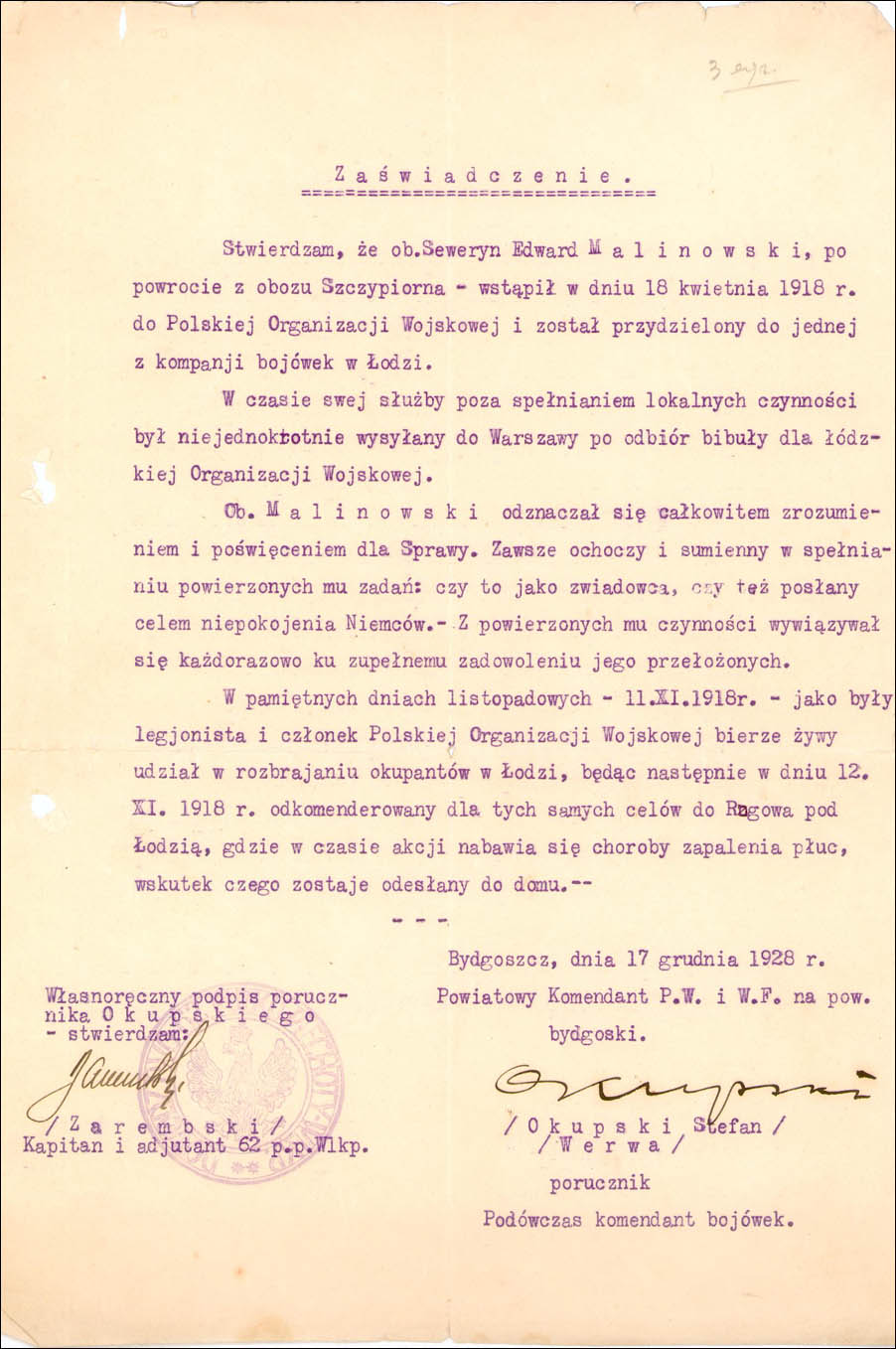
Zaświadczenie POW

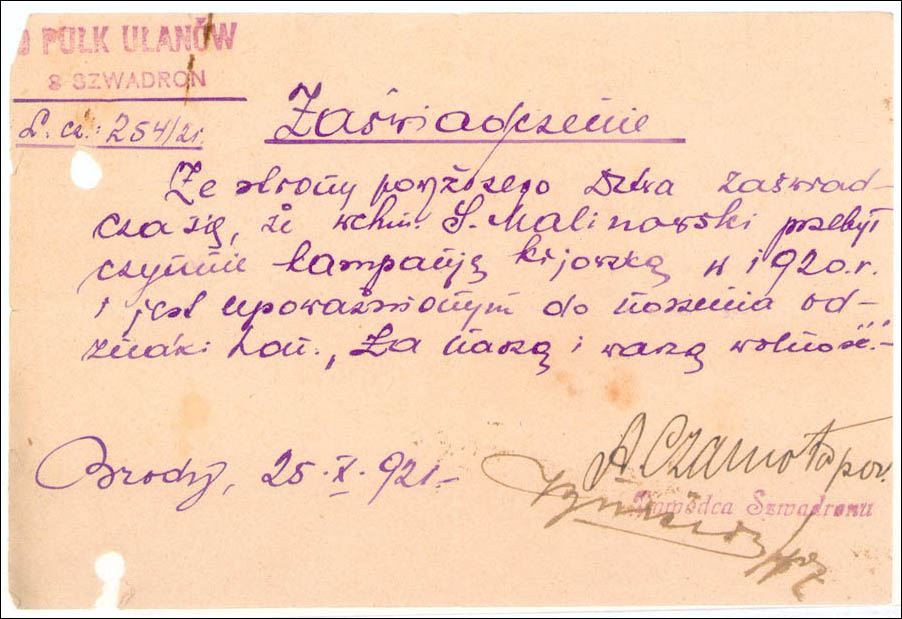
Zaświadczenie wojna 1920

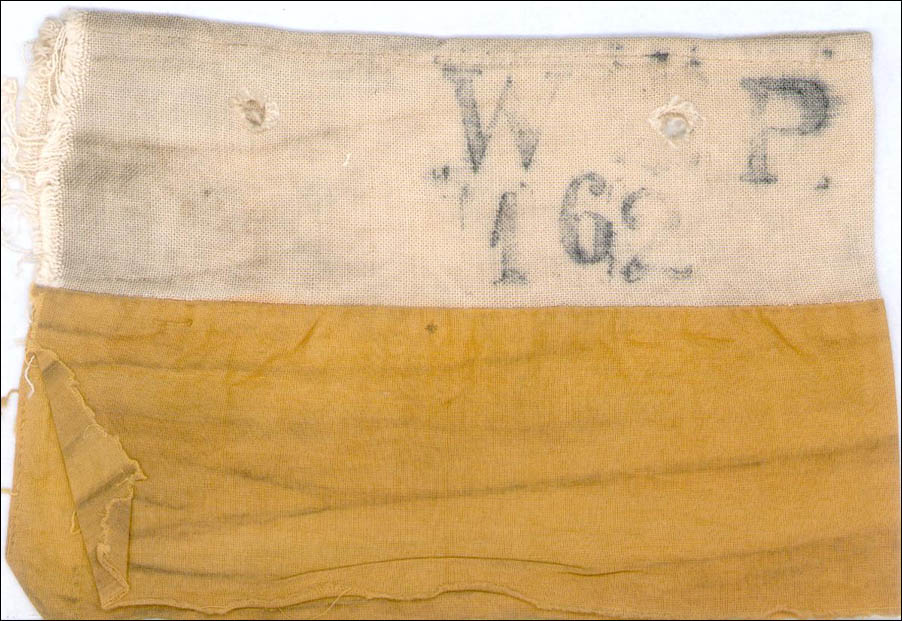
Seweryn Malinowski – opaska powstańcza

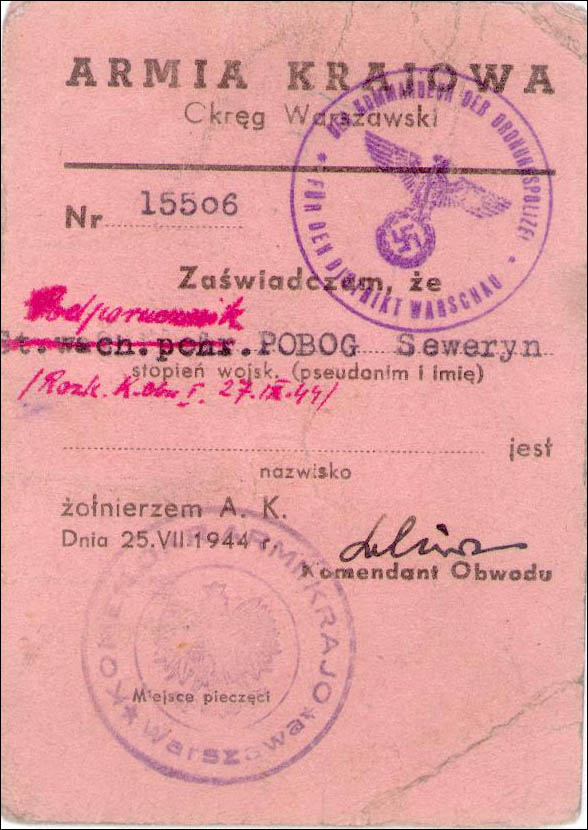
Legitymacja AK

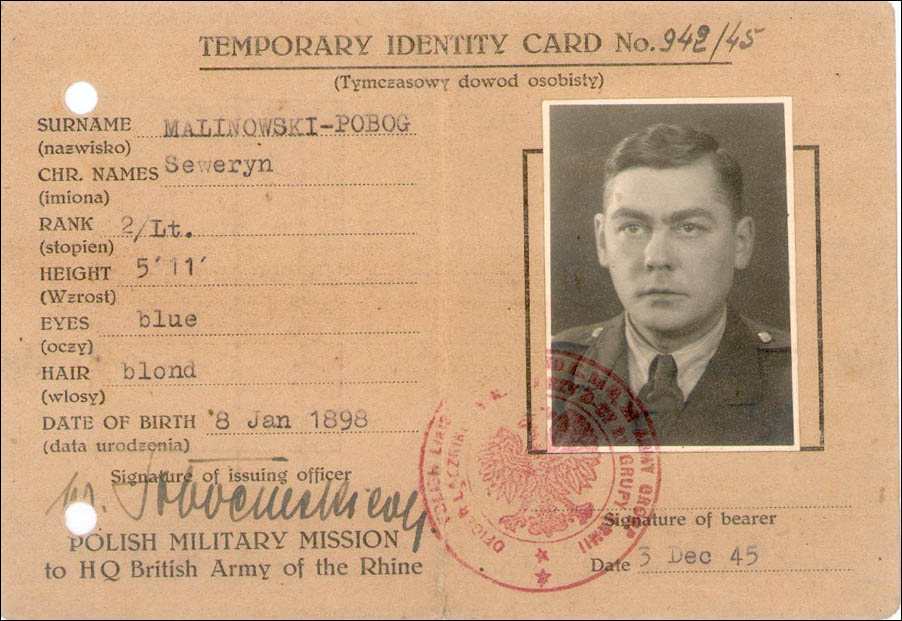
Seweryn Malinowski PSZ na Zachodzie

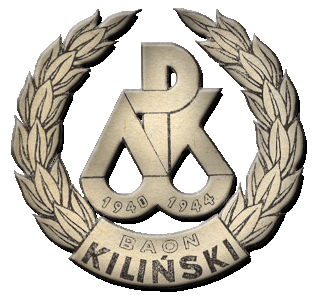
Batalion AK Kiliński

### II wojna światowa
We wrześniu 1939 roku reklamowany od czynnej służby wojskowej. Po wkroczeniu Niemców do Łodzi wysiedlony z rodziną z mieszkania na osiedlu M. Mireckiego do obozu przejściowego na ul. Łąkowej, a następnie wywieziony do Generalnego Gubernatorstwa. Zamieszkał w Skierniewicach, gdzie nawiązuje kontakt z Kierownictwem Ruchu Oporu. Organizuje Powiatowy Komitet Konwentu Organizacji Niepodległościowych, utrzymując stały kontakt ze Związkiem Walki Zbrojnej a później Armią Krajową.

### Powstanie warszawskie
W stopniu podporucznika bierze czynny udział w powstaniu warszawskim z przydziałem do batalionu im. Kilińskiego. Po upadku powstania przebywał w obozie jenieckim w Tandstedt w Niemczech. Powrócił do kraju w czerwcu 1947 roku.
Aresztowany 30 października 1952 z kilkoma kolegami z biura Izby Skarbowej w Łodzi za rzekomo szeptaną propagandę. Zginął w niewyjaśnionych okolicznościach w szóstym tygodniu pobytu w szpitalnym więzieniu Urzędu Bezpieczeństwa Publicznego w Łodzi w 1952 roku.
Żonaty (od kwietnia 1936 roku) z Marią Elżbietą Malinowską (z domu Rydlewską) (28 maja 1901 – 13 maja 1994), miał dwie córki: Emilię (ur. 2 lutego 1936) oraz Zofię (ur. 31 marca 1937, zm. 17 marca 1994).
Czynny udział w działalności niepodległościowej i walce zbrojnej w latach 1905-1945 brało także rodzeństwo Seweryna Edwarda Malinowskiego: Henryk Pobóg-Malinowski (1889-1931), Maria Sylwia Szymańska (Pobóg-Malinowska) (1892-1978), Marian Malinowski (1900-1977), Bogdan Malinowski (1908-1943),

## Odznaczenia
Krzyż Walecznych 3-krotnie, Krzyż Niepodległości, Krzyż Legionowy, Krzyż I Brygady „Za wierną służbę”, Krzyż P.O.W., Złoty Krzyż Zasługi.